# Техаський університет в Остіні
Техаський університет в Остіні (англ. University of Texas at Austin), також відомий як UT Austin, UT, або Texas — державний дослідницький університет в місті Остіні (Техас, США) та головний університет Системи університету Техасу. Головний кампус розташований в кілометрі від будівлі техаського конгресу. Університет був заснований в 1883 році, і у 2008 році посідав шосте місце в Америці за кількістю учнів студентів (понад 50 000 студентів і 16 500 викладачів і службовців). Він також найбільший університет в штаті Техас. Університет Техасу — головний центр наукових досліджень, з щорічною сумою фінансування понад $400 мільйонів. У 2002 році журнал «Sports Illustrated» назвав його найкращим спортивним вишем США. Нинішні та колишні студенти університету завоювали 88 олімпійських медалей (у тому числі 19 в Афінах у 2004 році). На території університету знаходяться сім музеїв і сімнадцять бібліотек, а також спеціалізовані структури, включаючи Обсерваторію Макдональд.

## Українці

### Викладачі
- Володимир-Тарас Жила[19]